# Avren (obchtina)
Pour les articles homonymes, voir Avren.
La commune d'Avren (en bulgare Община Аврен - Obchtina Avrén) est située dans l'est de la Bulgarie.

## Géographie
La commune de Avrén est située dans l'est de la Bulgarie. Son chef lieu est la ville d'Avren et elle fait partie de la région de Varna. Elle est limitrophe des municipalités de Varna, Beloslav, Devnya, Provadia et Dolni Tchiflik.

## Administration

### Structure administrative
La commune compte 17 lieux habités :
| - ville | - village |

## Économie
La commune d'Avren est traversée par la route nationale du littoral qui constitue un axe d'accès majeur. En outre, elle possède une bande côtière de 10 kilomètres, comprenant le complexe touristique de Kamtchia. Il y a 49 km² de forêt protégée et 16 km² de terrain de chasse.
L'activité économiques repose surtout sur le tourisme estival et l'agriculture.

## Galerie

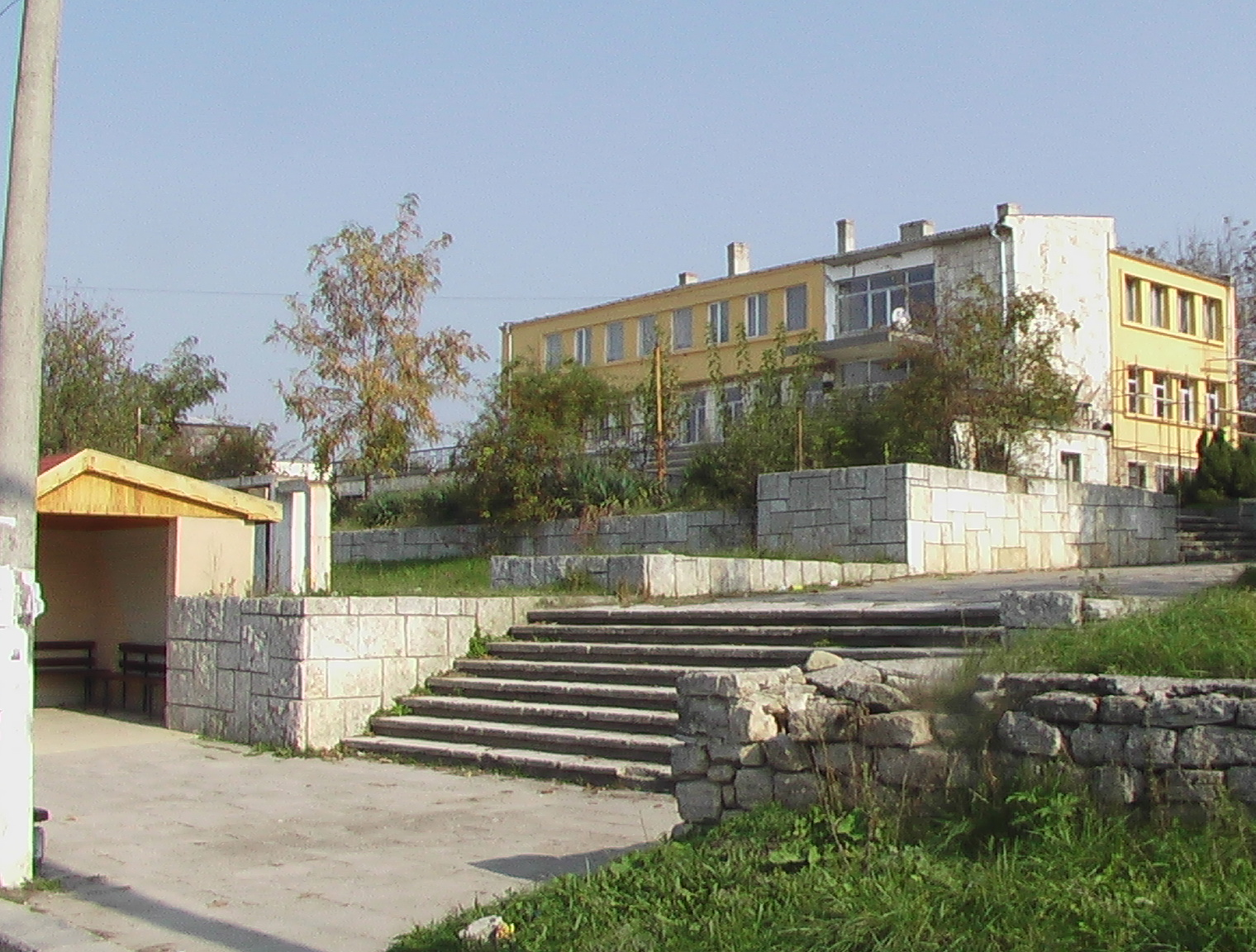
Le centre du village d'Avren
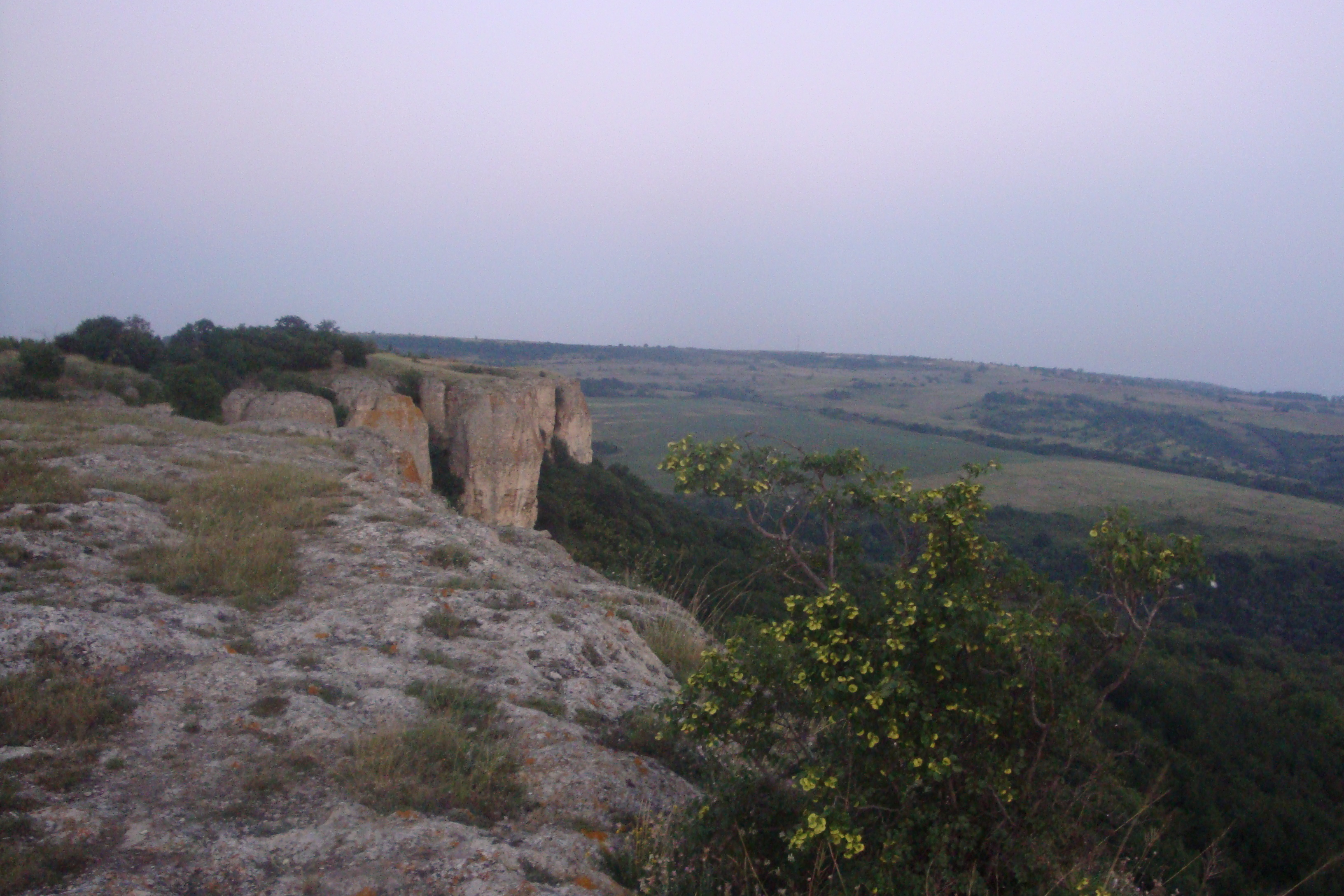
Les falaises d'Avren